# Wärmepumpen-System-Modul
Das Wärmepumpen-System-Modul ist ein Schweizer Standard für die Planung, den Bau und die Inbetriebnahme von Wärmepumpenanlagen bis etwa 15 kW Heizleistung. Es wird im Neubau und bei Sanierungen eingesetzt. Das Wärmepumpen-System-Modul baut auf dem bestehenden internationalen Gütesiegel für Wärmepumpen auf, zielt aber auf eine  Qualitätssicherung und Effizienzerhöhung für das gesamte Heizsystem.

## Wärmepumpen in der Schweiz
In der Schweiz wurden seit 2008 jährlich 18'000 bis 20'000 Wärmepumpenheizungen verkauft (bei 8,6 Mio. Einwohnern). 2014 waren sie das meistverkaufte Heizsystem vor Gaskesseln.
Bei den Gebäuden mit Wohnnutzung beträgt der Anteil der Wärmepumpenheizungen 2013 rund 10 %, bei Neubauten verfügen sie jedoch über einen Anteil von 80 %.
Das Wärmepumpen-System-Modul trägt dazu bei, Effizienzverluste zu verhindern.

## Qualitätssicherung
Ob eine Wärmepumpenanlage gut arbeitet, hängt nicht nur von der Leistungszahl (COP) der Wärmepumpe ab, sondern von vielen Faktoren. Deshalb definiert das Wärmepumpen-System-Modul Standards für das ganze Heizsystem:
- Es definiert standardisierte und verbindliche Abläufe zwischen allen Beteiligten von der Planung bis zur Inbetriebnahme der Wärmepumpenanlage. Damit ist sichergestellt, dass alle Faktoren berücksichtigt sind, die den Betrieb der Wärmepumpenheizung positiv beeinflussen.
- Es garantiert, dass alle Anlage-Komponenten aufeinander abgestimmt sind und dass das Heizsystem zuverlässig und effizient arbeitet.
- Es legt ein standardisiertes Vorgehen für die Inbetriebnahme fest, damit die Anlage korrekt einreguliert ist und arbeitet mit optimalem Wirkungsgrad läuft.
- Es verpflichtet den Installateur zur Garantie, dass die Anlage alle vereinbarten Eigenschaften erfüllt und die zugesicherte Energieeffizienz bei tiefen Betriebs- und Unterhaltskosten einhält.
- Es garantiert eine umfassende Dokumentation über die Planung und Installation der Anlage zuhanden des Auftraggebers. Alle wichtigen Angaben sind damit auch nach Jahren nachvollziehbar.
- Es verlangt den Einsatz von Anlagekomponenten, die durch unabhängige Fachleute geprüft wurden. So ist gewährleistet, dass nur ausgereifte und bewährte Module zum Einsatz kommen.

## Anbieter
2015 erfüllen sieben Hersteller von Wärmepumpen die Anforderungen des Wärmepumpen-System-Moduls. Sie bieten eine grosse Bandbreite von Geräten an. Das Wärmepumpen-System-Modul listet über 100 Adressen von qualifizierten Installateuren aus allen Landesteilen auf, die nach den Anforderungen des Systems arbeiten.